# 树林圣安德肋圣殿
树林圣安德肋圣殿（San'Andrea delle Fratte）是一座罗马天主教宗座圣殿，位于意大利罗马，主保圣人为圣安德肋。
目前的教堂建于17世纪。此前的旧堂建于1192年，名为“果园之间”堂（infra hortes），当时此处仍是乡村地区。该堂曾是苏格兰人在罗马的国家教堂，直到1585年，西斯都五世将其分配给方济会。
1604年，新堂开始动工，由加斯帕雷·格拉设计。停工八年后，1653年由弗朗切斯科·博罗米尼负责后殿和钟楼。文艺复兴晚期风格的立面在1826年完成。

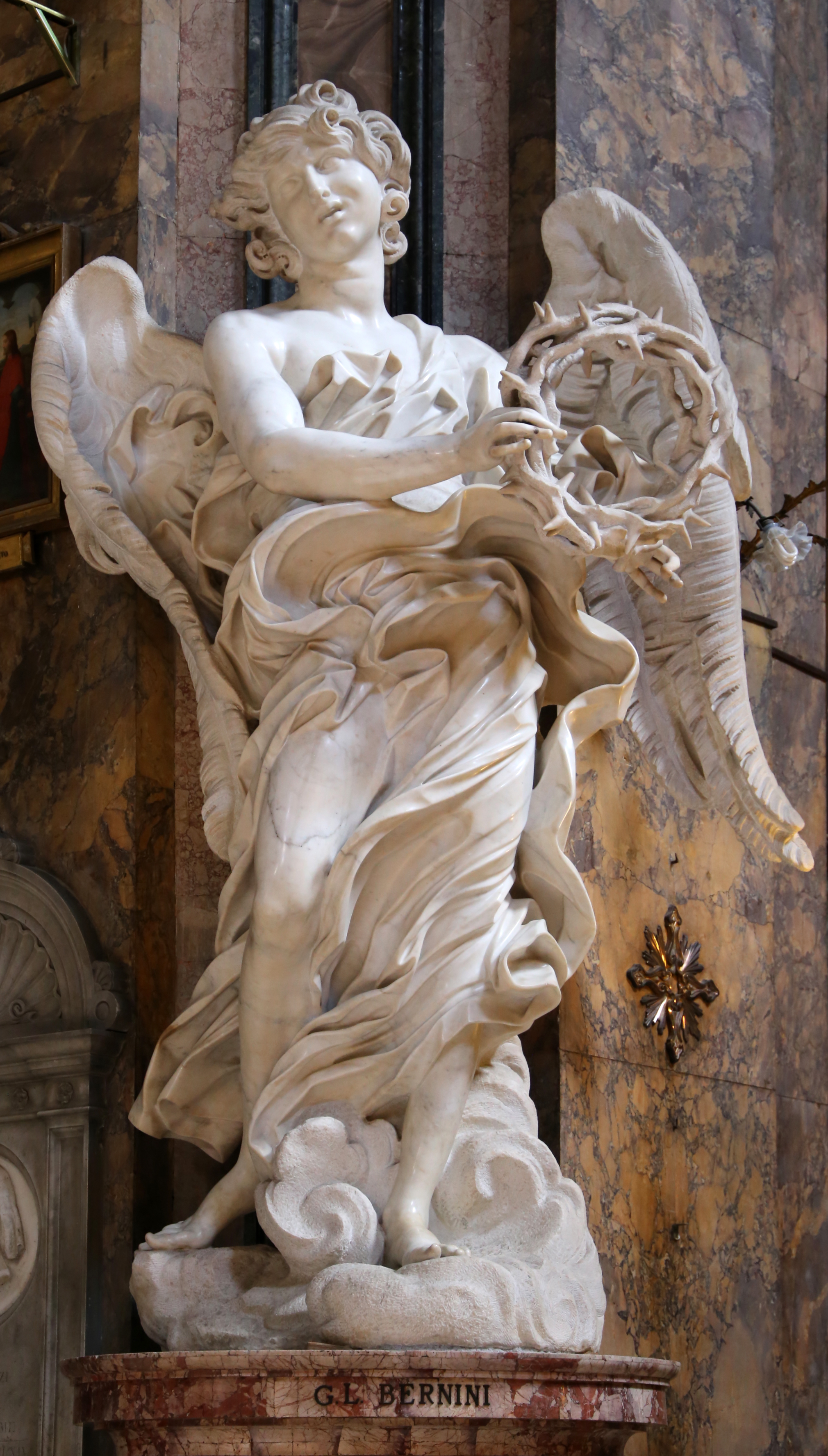
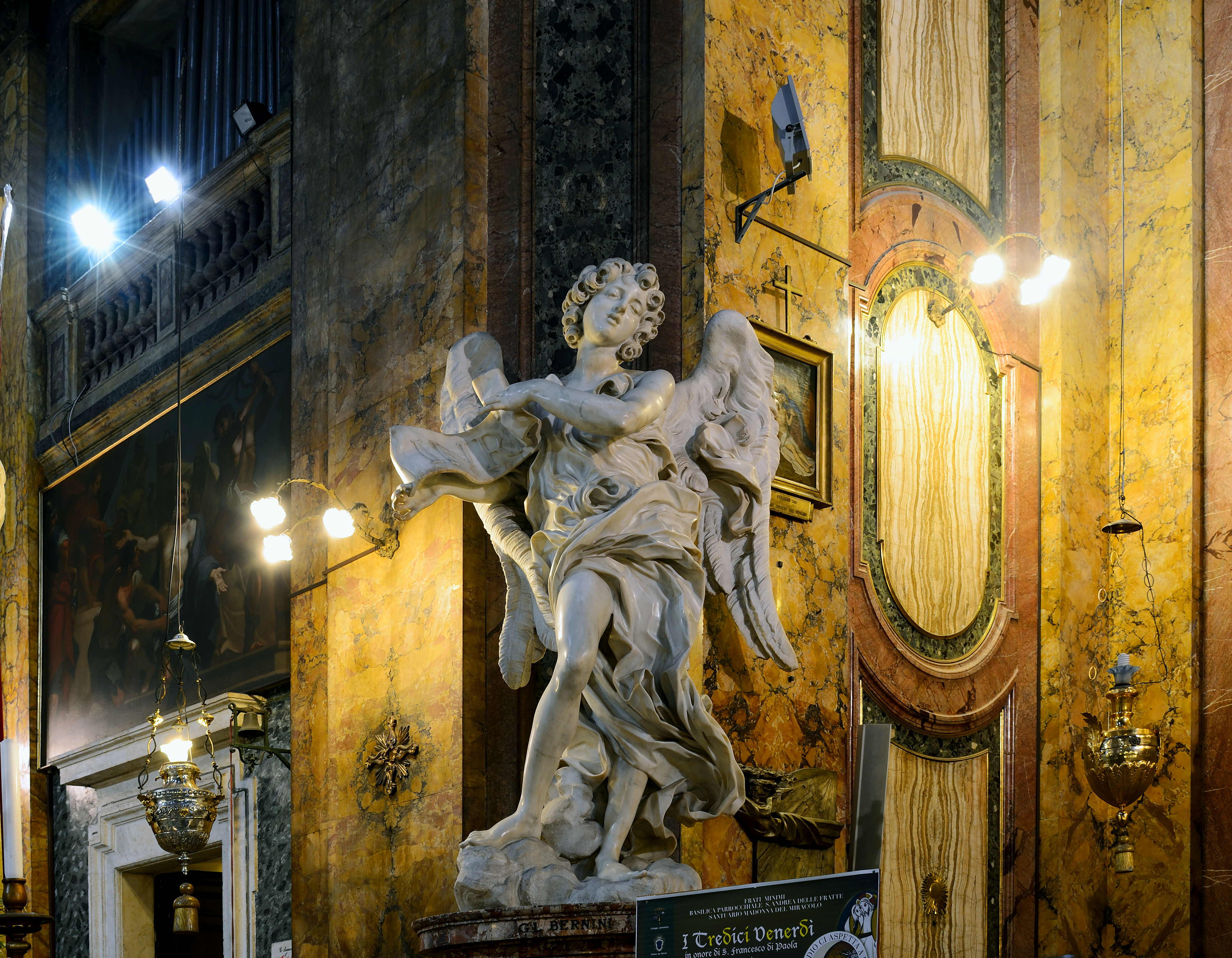